# Gane
Die Gane (im Oberlauf Dozanne genannt) ist ein Fluss in Frankreich, der im Département Corrèze in der Region Nouvelle-Aquitaine verläuft. Sie entspringt im Regionalen Naturpark Millevaches en Limousin, im Gemeindegebiet von Aix aus mehreren Quellbächen und entwässert zunächst unter dem Namen Dozanne in generell südlicher Richtung. Unterhalb von Veyrières wird sie mit ihrem definitiven Namen Gane bezeichnet und mündet nach insgesamt rund 19 Kilometern im Gemeindegebiet von Saint-Victour im Rückstau der Talsperre Barrage des Chaumettes als linker Nebenfluss in die Diège.

## Orte am Fluss
(Reihenfolge in Fließrichtung)
- Saint-Fréjoux
- Saint-Exupéry-les-Roches
- Veyrières